# Zetima
 (septembre 2024).
Si vous disposez d'ouvrages ou d'articles de référence ou si vous connaissez des sites web de qualité traitant du thème abordé ici, merci de compléter l'article en donnant les références utiles à sa vérifiabilité et en les liant à la section « Notes et références ».
Zetima (ゼティマ) est un label de musique japonais spécialisé dans la J-pop, appartenant à la compagnie Up-Front Works et à la société Up-Front Group. Le label est lié à la maison de disques Epic Records qui fait partie de Sony Music Entertainment Japan. Il s'est fait connaître en sortant les disques de plusieurs artistes du Hello! Project, notamment ceux des populaires groupes Morning Musume et Mini Moni.

## Liste d'artistes
- Shiori Asō (麻生詩織?)
- Buono!
- Coconuts Musume (ココナツ娘。?)
- Country Musume (カントリ娘。?)
- °C-ute
- DEF.DIVA
- Earthshaker
- Emyli
- Flex Life
- GaGaalinG
- H.P. All Stars (H.P.オールスターズ?)
- Hangry & Angry
- Hello! Project shuffle units
- Inugami Circus Dan (犬神サーカス団?)
- Noriko Katō (加藤 紀子?)
- Emiko Kaminuma (上沼恵美子?)
- KAN
- Aya Matsuura (松浦亜弥?)
- Melon Kinenbi (メロン記念日?)
- Minimoni (ミニモニ。?)
- Chisato Moritaka (森高千里?)
- Morning Musume (モーニング娘。?)
- Morning Musume Tanjo 10nen Kinentai (モーニング娘。誕生10年記念隊?)
- Takui Nakajima (中島卓偉?) (alias TAKUI)
- Tsukishima Kirari starring Kusumi Koharu (Morning Musume) (月島きらり starring 久住小春 (モーニング娘。)?)
- Yuko Nakazawa (中澤裕子?)
- Nochiura Natsumi (後浦なつみ?)
- Nyle
- Petitmoni (プッチモニ?)
- Sharan Q (シャ乱Q?)
- Spark (スパーク, Supāku?)
- Jirō Sugita (杉田二郎?)
- ROMANS
- T&C Bomber (T&Cボンバー?)
- Tanpopo (タンポポ?)
- Tsunku (つんく?)
- W (ダブルユー?)
- Masayuki Yuhara (湯原昌幸?)

## Liens
- (ja) Site officiel Up-Front Works
- (ja) Ancien site officiel Zetima